# Kaduna United
Kaduna United FC este un club de fotbal din Nigeria, fondat în 2000, își are sediul în orasul Kaduna. În prezent echipa concurează în ligiile inferioare.

## Istoria clubului
Kaduna United a fost fondată în anul 2000. După retrogradarea din 2014, clubul nu și-a mai revenit, cu toate că în 2015, antrenorul care activa la club în acel sezon viza promovarea echipei pentru următorul sezon în prima ligă. Guvernul din Kaduna a înființat o nouă echipă de conducere în 2021, care va juca în Nigeria Nationwide League. În tot acest timp clubul a reușit să-și adauge în palmares singurul și unicul trofeu major, câștigând Cupa Nigeriei în 2010. Tot în 2010 au și jucat finala Supercupa Nigeriei pe care nu au reușit să și-o adjudece.